# Легка атлетика на Літній універсіаді 2013 — естафетний біг 4×100 метрів (жінки)
Змагання з естафетного бігу 4×100 метрів серед жінок на Літній універсіаді 2013 у Казані пройшли 11-12 липня на стадіоні «Центральний».

## Фінал
| Місце | Доріжка | Країна            | Спортсменки                                                           | Час   | Примітки |
| ----- | ------- | ----------------- | --------------------------------------------------------------------- | ----- | -------- |
| 1     | 6       | Україна           | Марія Рємєнь, Олеся Повх, Наталя Погребняк, Вікторія П'ятаченко       | 42,77 |          |
| 2     | 4       | США               | Вашті Томас, Ауріеалл Скотт, Джейд Барбер, Трісті Джонсон             | 43,54 |          |
| 3     | 5       | Польща            | Маріка Поповіч, Вероніка Ведлер, Евеліна Птак, Малгожата Колдей       | 43,81 |          |
| 4     | 3       | Росія             | Юлія Кашина, Анастасія Кочержова, Вікторія Ярушкіна, Катерина Кузіна  | 43,98 |          |
| 5     | 8       | Китайський Тайбей | Сюй Юнцзе, Шень Ваньчжень, Ко Чингтін, Ляо Чінгхсиень                 | 45,16 |          |
| 6     | 2       | Таїланд           | Пімпіка Канніком, Супаван Тхіпат, Тассапорн Ваннакіт, Ханрутай Пакдее | 45,66 |          |
| 7     | 1       | Гана              | Асана Абубакарі, Блесс Дупех, Аделаід Сагоу, Ебігейл Дзамесі          | 50,37 |          |
| 8     | 7       | Швейцарія         | Джоелль Курті, Леа Шпрунгер, Еллен Шпрунгер, Джоелль Голай            | DQ    |          |